# Água Azeda das Furnas
Água Azeda das Furnas é o nome pelo qual é conhecida uma nascente termal de água bicarbonatada, com gás, localizada no campo hidrotertmal das Caldeiras das Furnas, no vale da Ribeira Amarela, Furnas, na ilha de S. Miguel (Açores). A nascente tem várias exsurgências, uma delas com o chafariz conhecido por Fonte da Água Azeda, onde se pode recolher a água. O nome água azeda é comum a diversas nascentes de água gaseificada natural existentes nos Açores.